# Игум
Игум — река в России, протекает в Александровском районе Пермского края. Устье реки находится в 98 км по левому берегу реки Яйва. Длина реки составляет 20 км.
Исток реки в лесном массиве в 15 км к северо-западу от города Александровск. Река течёт на юго-запад, северо-запад, а в нижнем течении поворачивает на запад. Всё течение реки кроме устья проходит по ненаселённой тайге. Притоки — Прошутиха, Селетиха, Гашкиха (левые); Солониха, Дресвянка (правые). Впадает в Яйву в селе Усть-Игум километром выше устья реки Усолка.

## Данные водного реестра
По данным государственного водного реестра России относится к Камскому бассейновому округу, водохозяйственный участок реки — Кама от города Березники до Камского гидроузла, без реки Косьва (от истока до Широковского гидроузла), Чусовая и Сылва, речной подбассейн реки — бассейны притоков Камы до впадения Белой. Речной бассейн реки — Кама.
Код объекта в государственном водном реестре — 10010100912111100007420.